# بیلریج شمالی (کالیفرنیا)
بیلریج شمالی (به انگلیسی: North Belridge) یک منطقهٔ مسکونی در ایالات متحده آمریکا است که در شهرستان کرن، کالیفرنیا واقع شده‌است. بیلریج شمالی ۱۹۳ متر بالاتر از سطح دریا واقع شده‌است.